# Марковщина (Словенія)
Марковщина (словен. Markovščina) — поселення в общині Хрпелє-Козіна, Регіон Обално-крашка, Словенія. Висота над рівнем моря: 561,9 м.

## Назва
Марковщина вперше згадується в письмових звітах у 1295 і 1371, як «sancti Marci» (потім як S. Marco у 1 475, як Marcossa у 1512, і як Marcouschena у 1694). Назва означає «поселення біля церкви Святого Марка», кому була присвячена теперішня церква Святого Антонія.